# Allergikus
Die Zeitschrift Allergikus ist ein Magazin der Leverkusener GFMK Verlagsgesellschaft. Sie erscheint viermal im Jahr mit einer Auflage von 60.000 Heften. 
Der „Allergikus“ ist eine Zeitschrift für Patienten mit Allergien, Neurodermitis, Asthma, COPD oder ähnlichen Haut- bzw. Atemwegserkrankungen. Sie enthält Berichte aus Medizin und Forschung, über ein besseres Leben mit der Erkrankung und aus der Selbsthilfe. An der redaktionellen Gestaltung wirken verschiedene Patientenorganisation mit. Kinder, Ernährung, Reisen, Wohnen/Bauen gehören ebenso zu den Themen wie Gesundheitspolitik und Kassen-Recht.

## Mitgliedschaften
„Allergikus“ ist der  IVW Informationsgemeinschaft zur Feststellung der Verbreitung von Werbeträgern angeschlossen.